# Il-Kantilena

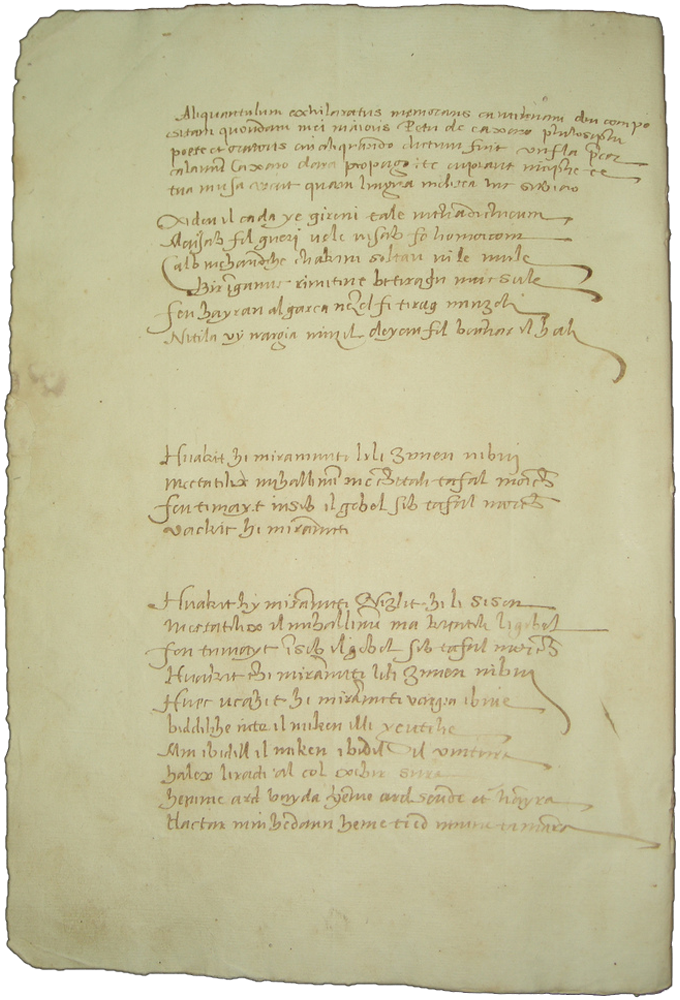
Il-Kantilena

Il-Kantilena (malt. Xidew il-Qada) – najstarszy znany tekst literackm w języku maltańskim, powstały w XV w. (nie później niż w 1485, kiedy to umarł jego autor, prawdopodobnie z lat 70. XIV w.), ale odnaleziony dopiero w 1966 przez historyków Godfreya Wettingera i Mikiela Fsadniego. Wiersz przypisywany jest Pietru Caxaro i został zapisany przez jego bratanka Brandano Caxaro w jego rejestrze notarialnym (grudzień 1533–maj 1563). Jest przechowywany w Archiwum Notarialnym w Valletcie.

## Opis językowy
Chociaż napisany w języku maltańskim alfabetem łacińskim, był to bardzo wczesny maltański, który nie był jeszcze pod dużym wpływem języków romańskich, a zatem jest przykładem starego maltańskiego. Tekst ten zawiera wiele arabskich morfemów. Jedyne słowa romańskie to vintura – „szczęście”, czasami tłumaczone na angielski jako „los”, oraz et – „i”. Ogólnie rzecz biorąc, wczesne teksty maltańskie zawierają bardzo mało słownictwa niesemickiego; nawet w późniejszych tekstach poezja ma tendencję do używania bardziej semickiego słownictwa niż ogólnego, dlatego Il-Kantilena najprawdopodobniej nie odzwierciedla języka mówionego przeciętnego Maltańczyka w tamtych czasach, ale raczej elity, która mówiła w sztywnej, nienaturalnej formie, bardziej podobającej się klasie rządzącej.

## Tekst
- Pisownia oryginalna

Xideu il cada ye gireni tale nichadithicum

Mensab fil gueri uele nisab fo homorcom

Calb mehandihe chakim soltan ui le mule

Bir imgamic rimitne betiragin mucsule

Fen hayran al garca nenzel fi tirag minzeli

Nitla vu nargia ninzil deyem fil bachar il hali.

Huakit hi mirammiti lili zimen nibni

Mectatilix mihallimin me chitali tafal morchi

fen timayt insib il gebel sib tafal morchi

vackit hi mirammiti.

Huakit hy mirammiti Nizlit hi li sisen

Mectatilix li mihallimin ma kitatili li gebel

fen tumayt insib il gebel sib tafal morchi

Huakit thi mirammiti lili zimen nibni

Huec ucakit hi mirammiti vargia ibnie

biddilihe inte il miken illi yeutihe

Min ibidill il miken ibidil i vintura

haliex liradi ’al col xibir sura

hemme ard bayad v hemme ard seude et hamyra

Hactar min hedann heme tred mine tamara.
- Pisownia współczesna

Xidew il-qada, ja ġirieni, talli nħadditkom,

Ma nsab fil-weri u la nsab f’għomorkom

Qalb m’għandha ħakem, sultan u la mula

Bir imgħammiq irmietni, b’turġien muħsula,

Fejn ħajran għall-għarqa, ninżel f’taraġ minżeli

Nitla’ u nerġa’ ninżel dejjem fil-baħar il-għoli.

Waqgħet hi, imrammti, l’ili żmien nibni,

Ma ħtatlix mgħallmin, ’mma qatagħli tafal merħi;

Fejn tmajt insib il-ġebel, sibt tafal merħi;

Waqgħet hi, imrammti.

Waqgħet hi, imrammti, niżżlet hi s-sisien,

Ma ħtatlix l-imgħallmin, ’mma qatagħli l-ġebel;

Fejn tmajt insib il-ġebel, sibt tafal merħi;

Waqgħet hi, imrammti, l’ili żmien nibni.

U hekk waqgħet hi, imrammti! w erġa’ ibniha!

Biddilha inti l-imkien illi jewtiha;

Min ibiddel l-imkien ibiddel il-vintura;

Għaliex l-iradi għal kull xiber sura:

Hemm art bajda, w hemm art sewda u ħamra.

Aktar minn hedawn hemm trid minnha tmarra.
- Przybliżone tłumaczenie angielskie

Witness my predicament, my friends (neighbours), as I shall relate it to you:

[What] never has there been, neither in the past, nor in your lifetime,

A [similar] heart, ungoverned, without lord or king (sultan),

That threw me down a well, with broken stairs

Where, yearning to drown, I descend the steps of my downfall,

I climb back up and down again, always faced with high seas.

It (she) fell, my building, its foundations collapsed;

It was not the builders’ fault, but the rock gave way,

Where I had hoped to find rock, I found loose clay

It (she) fell, my edifice (that) which I had been building for so long.

And so, my edifice subsided, and I shall have to build it up again,

You change it to the site that suits her/it

Who changes his place, changes his fate!

for each (piece of land) has its own shape (features);

there is white land and there is black land, and red

But above all (what) you want from it is a fruit.